# Wim Duisenberg
Willem Frederik "Wim" Duisenberg (Heerenveen, 9. srpnja 1935. – Faucon, 31. srpnja 2005.) bio je nizozemski političar Laburističke stranke (PvdA) i ekonomist i prvi predsjednik Europske središnje banke od 1. lipnja 1998. do 1. studenoga 2003.
Duisenberg je studirao ekonomiju na Sveučilištu u Groningenu, stekavši magisterij ekonomije i bavio se istraživačkim radom u svojoj alma mater i kasnije doktorirao u području ekonomijiže razvoja. Duisenberg je radio kao financijski analitičar za Međunarodni monetarni fond (MMF) od siječnja 1966. do ožujka 1969. i kao ekonomist nizozemske Centralne banke (DNB) od ožujka 1969. do veljače 1970. Radio je kao profesor makroekonomije na Sveučilištu u Amsterdamu od veljače 1970. do svibnja 1973. godine. Nakon izbora 1972. Duisenberg je imenovan ministrom financija u kabinetu Den Uyl te je preuzeo dužnost 11. svibnja 1973. Vlada Den Uyl je pala pred sam kraj mandata. Nakon izbora 1977. Duisenberg je izabran za člana Zastupničkog doma u kojem je služio od 8. lipnja 1977. do 8. rujna 1977. i ponovno od 16. siječnja 1978. i služio je kao predvodnik i glasnogovornik za financije. U lipnju 1978. Duisenberg je neočekivano najavio umirovljenje i dao ostavku u Zastupničkom domu 28. lipnja 1978. Duisenberg se povukao iz aktivne politike sa samo 42 godine i aktivirao se u privatnom sektoru kao direktor nizozemske banke Rabobank. U studenom 1981. Duisenberg je nominiran za predsjednika nizozemske Centralne banke te stupa na dužnost 1. siječnja 1982. U lipnju 1997. Duisenberg postaje kandidat za predsjednika Europskog monetarnog instituta (EMI), te stupa na dužnost 1. srpnja 1997. U svibnju 1998. EMI postaje Europska središnja banka (ECB), a Duisenberg je imenovan prvim njenim predsjednikom koji je obnašao dužnost od 1. lipnja 1998. do 1. studenoga 2003.
Duisenberg se drugi put povukao iz aktivne politike sa 68 godina i ponovno se aktivirao u privatnom i javnom sektoru kao korporativni i neprofitni direktor te je služio u nekoliko državnih povjerenstava i vijeća u ime vlade. Nakon umirovljenja, Duisenberg je nastavio biti aktivan kao zagovornik i lobist za uravnoteženi državni proračun, financijsku regulaciju i više europskih integracija. Duisenberg je bio poznat po svojim sposobnostima vještog menadžera i djelotvornog pregovarača te je nastavio komentirati politička pitanja sve do svoje smrti od srčanog udara u srpnju 2005. u dobi od 70 godina. Kad je bio imenovan u svojoj 37. godini života, bio je najmlađi nizozemski ministar financija.

## Rani život i obrazovanje
Willem Frederik Duisenberg rođen je 9. srpnja 1935. u frizijskom gradu Heerenveenu u Nizozemskoj. Bio je sin Lammerta Duisenberga, nadzornika vodovoda, i Antje Ykema. Pohađao je u javnu osnovnu školu u svom rodnom gradu. Upisao se u srednju školu u prvoj godini u Hogere Burgerschool, a zatim gimnaziju prirodnih znanosti, također u Heerenveenu. Duisenberg se 1954. preselio u Haren. Studirao je na Sveučilištu u Groningenu od 1954. do 1961. godine, gdje je magistrirao (ekvivalent magistra znanosti) cum laude iz ekonomije, smjer međunarodni odnosi. Bio je i član Groninger Studentencorps Vindicat atque Polit.  Godine 1959. postao je članom Laburističke stranke. Godine 1960. oženio se Tine Stelling. Godine 1965. stekao je doktorat (ekvivalent doktoru filozofije) s disertacijom De economische gevolgen van de ontwapening (Ekonomske posljedice razoružanja) pod mentorstvom profesora FJ de Jonga.

## Politika
Duisenberg je nakon toga godinama radio za Međunarodni monetarni fond u Washingtonu, a nakon toga godinu dana kao savjetnik direktora Nederlandsche Bank, nizozemske središnje banke u Amsterdamu. Tada je imenovan profesorom na Sveučilištu u Amsterdamu gdje je predavao makroekonomiju. Od 1973. do 1977. Duisenberg je bio ministar financija za mandata premijera Joopa den Uyla. Ubrzo nakon toga, odrekao se mjesta u nizozemskom parlamentu da bi postao potpredsjednik nizozemske banke Rabobank. Dvije godine kasnije imenovan je direktorom Nederlandsche Bank od 1982. do 1997. Njegov rad u nizozemskoj središnjoj banci bio je obilježen oprezom i rezervom. Pod njegovim je vodstvom nizozemski gulden bio vezan s njemačkom njemačkom markom, a to je koristilo nizozemskom gospodarstvu, zahvaljujući snazi njemačke valute. Također je pozorno slijedio politike kamatnih stopa njemačke središnje banke, što mu je donijelo nadimak "Gospodin Petnaest minuta", jer je brzo reagirao na svaku promjenu kamatnih stopa koju je odlučila Deutsche Bundesbank.

## Prvi predsjednik Europske središnje banke
Zahvaljujući uspjehu svoje monetarne politike, postao je poznat u drugim europskim zemljama, a to ga je dovelo do imenovanja 1998. godine za prvog predsjednika nove Europske središnje banke u Frankfurtu, na veliku žalost Francuske, koja je željela francuskog kandidata. Dogovoren je kompromis (iako su ga sve strane javno zanijekale) po kojemu će Duisenberg služiti najmanje četiri godine, nakon čega će ga preuzeti Francuz Jean-Claude Trichet, direktor Banque de France. Duisenberg je 1999. dobio nagradu Vision for Europe kao priznanje za svoj napor u pravcu ujedinjenja Europe.
Tijekom svog mandata u ECB-u, Wim Duisenberg bio je poznat po svojoj opreznoj monetarnoj politici i po obrani eura tijekom njegovih ranih godina. Ponekad je frustrirao investitore i političare držeći se stava o bespoštednoj borbi protiv inflacije, održavajući stope višim nego štosu mnogi željeli. "Čujem, ali ne slušam" takve molbe, bio je jedan od njegovih tipično tupih odgovora. Wim Duisenberg je tvrdio da europske vlade trebaju započeti strukturne promjene poput popuštanja krutih pravila o zapošljavanju i otpuštanju osoblja ako žele veći rast. Duisenberg je najavio da će se povući 9. srpnja 2003. (na njegov 69. rođendan), ali je ostao na funkciji sve dok Trichet nije oslobođen optužbi za prijevaru u vezi s krahom francuske banke Crédit Lyonnais. Trichet je preuzeo predsjedanje ECB-om 1. studenoga 2003.

## Smrt
Duisenberg je umro 2005. u 70. godini dok je bio na odmoru u svojoj vili u Fauconu blizu Orangea u Francuskoj. Utopio se u svom bazenu nakon što je pretrpio srčani udar. Komemoracija je održana 6. kolovoza 2005. u amsterdamskom Concertgebouwu. Duisenberg je pokopan kasnije tog dana na groblju Zorgvlied u Amsterdamu.